# Issei Ōtake
Issei Ōtake (Japans: 大竹壱青, Ōtake Issei) (Kawasaki, 3 december 1995) is een Japans volleyballer, gespecialiseerd als diagonaal.

## Sportieve successen

### Club
Japans kampioenschap:
- 2019[2]
- 2020, 2021

Aziatisch Clubkampioenschap:
- 2019

### Nationaal team
Beker van Azië:
- 2016

Aziatisch kampioenschap:
- 2017